# Majdan Nezalezjnosti (metrostation)
Majdan Nezalezjnosti (Oekraïens: Майдан Незалежності, ⓘ) is een station van de metro van Kiev. Het station maakt deel uit van de Obolonsko-Teremkivska-lijn en werd geopend op 17 december 1976 als zuidelijk eindpunt van de tweede metrolijn van de stad. Het metrostation bevindt zich in het centrum van Kiev, onder het Onafhankelijkheidsplein (Majdan Nezalezjnosti). Oorspronkelijk heette het station Plosjtsja Kalinina (Kalininplein), maar in 1977, een jaar na de opening, werd het hernoemd tot Plosjtsja Zjovtnevoji Revoljoetsiji (Plein van de Oktoberrevolutie); zijn huidige naam kreeg het station na de val van de Sovjet-Unie in 1991. Station Majdan Nezalezjnosti vormt een overstapcomplex met het aangrenzende station Chresjtsjatyk op de Svjatosjynsko-Brovarska-lijn.
Het station is zeer diep gelegen en beschikt over een perronhal met zuilengalerijen. Lampen in de kapitelen van de zuilen verlichten het gewelfde plafond van de centrale hal. De ingangen van het station bevinden zich op het Majdan Nezalezjnosti, aan weerszijden van de Chresjtsjatyk, de straat die het plein doorsnijdt. Een toegangsgebouw heeft het metrostation niet, de stationshal ligt ondergronds.